# Villa Bologna
Villa Bologna – barokowa willa w Attard na Malcie. 

## Historia
Willa została zbudowana w 1745 roku przez Fabrizia Grecha, doradcę wielkiego mistrza Zakonu Kawalerów Maltańskich Manuela Pinta jako prezent ślubny dla córki Marii Teresy. W 1920 roku wewnętrzna fasada willi została przebudowana i rozbudowano ogrody.